# Alphabetische Liste der Asteroiden/1992 und 1993
Um die Liste der Asteroiden ohne Eigennamen nicht zu überfluten, sind nur die Asteroiden bis Nummer 20000 komplett. Asteroiden mit höherer oder ohne Nummer sollten nur eingetragen werden, wenn sie einen Artikel haben oder eine Besonderheit darstellen.
Die Sortierung erfolgt nach der Bezeichnung hinter der Asteroidennummer.

## 1992

### 1992 A bis J
| A bis EO          | A bis EO            |
| Nummer und Name   | Orbittyp            |
| ----------------- | ------------------- |
| (11906) 1992 AE1  | Hauptgürtel         |
| 0(7877) 1992 AH1  | Hauptgürtel         |
| 0(5528) 1992 AJ   | äußerer Hauptgürtel |
| 0(9605) 1992 AP3  | Hauptgürtel         |
| 0(9192) 1992 AR1  | Hauptgürtel         |
| (15296) 1992 AS2  | Hauptgürtel         |
| (16562) 1992 AV1  | innerer Hauptgürtel |
| 0(5407) 1992 AX   | Marsbahnkreuzer     |
| 0(8517) 1992 BB5  | Hauptgürtel         |
| 0(8091) 1992 BG   | Hauptgürtel         |
| (11529) 1992 BJ1  | Hauptgürtel         |
| 0(6609) 1992 BN   | Hauptgürtel         |
| 0(8177) 1992 BO   | Hauptgürtel         |
| (13975) 1992 BP2  | Hauptgürtel         |
| 0(9606) 1992 BZ   | Hauptgürtel         |
| (10344) 1992 CA2  | Hauptgürtel         |
| (15297) 1992 CF   | Hauptgürtel         |
| 0(6732) 1992 CG1  | Hauptgürtel         |
| (14430) 1992 CH   | Hauptgürtel         |
| 0(5752) 1992 CJ   | Hauptgürtel         |
| (16567) 1992 CQ3  | Hauptgürtel         |
| (16565) 1992 CZ1  | Hauptgürtel         |
| (16566) 1992 CZ2  | Hauptgürtel         |
| (16569) 1992 DA10 | Hauptgürtel         |
| 0(8519) 1992 DB10 | äußerer Hauptgürtel |
| 0(8092) 1992 DC10 | Hauptgürtel         |
| (10345) 1992 DC11 | Hauptgürtel         |
| (15753) 1992 DD10 | äußerer Hauptgürtel |
| (16570) 1992 DE11 | Hauptgürtel         |
| (13546) 1992 DF8  | Hauptgürtel         |
| 0(7018) 1992 DF   | Hauptgürtel         |
| (13547) 1992 DJ8  | Hauptgürtel         |
| (19193) 1992 DK6  | Hauptgürtel         |
| (11531) 1992 DL7  | Hauptgürtel         |
| 0(8518) 1992 DM6  | Hauptgürtel         |
| (19195) 1992 DM7  | Hauptgürtel         |
| (14893) 1992 DN6  | Hauptgürtel         |
| (17497) 1992 DO6  | Hauptgürtel         |
| (19196) 1992 DQ7  | Hauptgürtel         |
| 0(8178) 1992 DQ10 | Hauptgürtel         |
| 0(9607) 1992 DS6  | Hauptgürtel         |
| (19191) 1992 DT2  | Hauptgürtel         |
| (13544) 1992 DU5  | Hauptgürtel         |
| (16568) 1992 DX5  | äußerer Hauptgürtel |
| (14431) 1992 DX8  | Hauptgürtel         |
| (19192) 1992 DY5  | Hauptgürtel         |
| (12739) 1992 DY7  | Hauptgürtel         |
| (17495) 1992 DY   | Hauptgürtel         |
| (13545) 1992 DZ5  | Hauptgürtel         |
| 0(7878) 1992 DZ   | Hauptgürtel         |
| (14432) 1992 EA6  | Hauptgürtel         |
| 0(8179) 1992 EA7  | Hauptgürtel         |
| (14894) 1992 EA8  | Hauptgürtel         |
| (11068) 1992 EA   | Hauptgürtel         |
| (15298) 1992 EB13 | Hauptgürtel         |
| (11534) 1992 EB16 | Hauptgürtel         |
| (14896) 1992 EB26 | Hauptgürtel         |
| 0(6272) 1992 EB   | Hauptgürtel         |
| 0(7473) 1992 EC4  | Hauptgürtel         |
| (16573) 1992 EC10 | Hauptgürtel         |
| 0(8520) 1992 EC12 | Hauptgürtel         |
| (19198) 1992 ED8  | Hauptgürtel         |
| (14435) 1992 ED13 | Hauptgürtel         |
| 0(8288) 1992 ED17 | Hauptgürtel         |
| (14433) 1992 EE8  | Hauptgürtel         |
| (12314) 1992 EE14 | Hauptgürtel         |
| (13083) 1992 EE32 | Hauptgürtel         |
| (16571) 1992 EE   | Hauptgürtel         |
| 0(6733) 1992 EF   | Hauptgürtel         |
| (18382) 1992 EG22 | Hauptgürtel         |
| (18385) 1992 EG31 | Hauptgürtel         |
| (16575) 1992 EH11 | Hauptgürtel         |
| 0(8287) 1992 EJ4  | Hauptgürtel         |
| (17499) 1992 EJ5  | Hauptgürtel         |
| (15757) 1992 EJ13 | Hauptgürtel         |
| (14895) 1992 EJ24 | Hauptgürtel         |
| (18386) 1992 EL35 | Hauptgürtel         |
| (12312) 1992 EM8  | Hauptgürtel         |
| 0(9361) 1992 EM18 | Hauptgürtel         |

| EP bis J          | EP bis J            |
| Nummer und Name   | Orbittyp            |
| ----------------- | ------------------- |
| (17498) 1992 EP4  | Hauptgürtel         |
| (15754) 1992 EP   | Hauptgürtel         |
| (17500) 1992 EQ10 | Hauptgürtel         |
| 0(7772) 1992 EQ15 | Hauptgürtel         |
| (11535) 1992 EQ27 | Hauptgürtel         |
| (13548) 1992 ER1  | Hauptgürtel         |
| (14434) 1992 ER11 | Hauptgürtel         |
| (15299) 1992 ER17 | Hauptgürtel         |
| (18383) 1992 ER28 | Hauptgürtel         |
| 0(9966) 1992 ES13 | Hauptgürtel         |
| (18384) 1992 ES28 | Hauptgürtel         |
| (15755) 1992 ET5  | Hauptgürtel         |
| (15756) 1992 ET9  | Hauptgürtel         |
| (16577) 1992 ET23 | Hauptgürtel         |
| (16572) 1992 EU5  | Hauptgürtel         |
| (16574) 1992 EU10 | Hauptgürtel         |
| (11071) 1992 EU14 | Hauptgürtel         |
| (11295) 1992 EU28 | äußerer Hauptgürtel |
| (12741) 1992 EU30 | Hauptgürtel         |
| 0(5690) 1992 EU   | Hauptgürtel         |
| (11069) 1992 EV4  | Hauptgürtel         |
| (11070) 1992 EV9  | äußerer Hauptgürtel |
| 0(9360) 1992 EV13 | Hauptgürtel         |
| (13549) 1992 EW7  | Hauptgürtel         |
| (13081) 1992 EW9  | Hauptgürtel         |
| (12740) 1992 EX8  | Hauptgürtel         |
| (13550) 1992 EX9  | Hauptgürtel         |
| (12313) 1992 EX10 | Hauptgürtel         |
| 0(7879) 1992 EX17 | Hauptgürtel         |
| (13082) 1992 EY10 | Hauptgürtel         |
| (16576) 1992 EY11 | Hauptgürtel         |
| (13976) 1992 EZ6  | Hauptgürtel         |
| (13080) 1992 EZ7  | Hauptgürtel         |
| 0(5787) 1992 FA1  | Hauptgürtel         |
| (12315) 1992 FA2  | Hauptgürtel         |
| 0(5604) 1992 FE   | Aten-Typ            |
| 0(7588) 1992 FJ1  | äußerer Hauptgürtel |
| 0(6253) 1992 FJ   | Hauptgürtel         |
| (19199) 1992 FL3  | Hauptgürtel         |
| 0(5754) 1992 FR2  | Hauptgürtel         |
| (15758) 1992 FT1  | Hauptgürtel         |
| 0(7089) 1992 FX1  | Hauptgürtel         |
| 0(8033) 1992 FY1  | Hauptgürtel         |
| 0(6331) 1992 FZ1  | Hauptgürtel         |
| (11536) 1992 FZ   | Hauptgürtel         |
| (13552) 1992 GA   | Hauptgürtel         |
| (17504) 1992 GB2  | Hauptgürtel         |
| (14437) 1992 GD3  | Hauptgürtel         |
| (14897) 1992 GE5  | Hauptgürtel         |
| (15759) 1992 GM4  | Hauptgürtel         |
| (18387) 1992 GN3  | Hauptgürtel         |
| (17505) 1992 GO2  | Hauptgürtel         |
| (16579) 1992 GO   | Hauptgürtel         |
| 0(9363) 1992 GR   | Hauptgürtel         |
| (19200) 1992 GU2  | Hauptgürtel         |
| (18388) 1992 GX4  | Hauptgürtel         |
| (19201) 1992 GZ4  | Hauptgürtel         |
| 0(9057) 1992 HA5  | Hauptgürtel         |
| (16580) 1992 HA   | Hauptgürtel         |
| (11909) 1992 HD5  | Hauptgürtel         |
| 0(6455) 1992 HE   | Apollo-Typ          |
| (12316) 1992 HG   | Hauptgürtel         |
| (17507) 1992 HH5  | Hauptgürtel         |
| 0(6915) 1992 HH   | Hauptgürtel         |
| (19203) 1992 HJ2  | Hauptgürtel         |
| (19202) 1992 HN   | Hauptgürtel         |
| 0(7090) 1992 HY4  | Hauptgürtel         |
| 0(7091) 1992 JA   | Hauptgürtel         |
| (13555) 1992 JB2  | Hauptgürtel         |
| 0(9058) 1992 JB   | Apollo-Typ          |
| (18390) 1992 JD3  | Hauptgürtel         |
| (13553) 1992 JE   | Amor-Typ            |
| (16581) 1992 JF3  | Hauptgürtel         |
| (13979) 1992 JH3  | Hauptgürtel         |
| 0(7022) 1992 JN4  | Hauptgürtel         |
| (14898) 1992 JR3  | Hauptgürtel         |
| 0(9968) 1992 JS2  | Hauptgürtel         |
| (16582) 1992 JS3  | Hauptgürtel         |
| (18389) 1992 JU2  | Hauptgürtel         |

### 1992 K bis Z
| K bis T           | K bis T             |
| Nummer und Name   | Orbittyp            |
| ----------------- | ------------------- |
| (11910) 1992 KJ   | Hauptgürtel         |
| (10110) 1992 LJ   | Hauptgürtel         |
| (10798) 1992 LK   | Hauptgürtel         |
| 0(7294) 1992 LM   | Hauptgürtel         |
| (10349) 1992 LN   | Hauptgürtel         |
| 0(7422) 1992 LP   | Hauptgürtel         |
| (14899) 1992 LS   | Hauptgürtel         |
| 0(5880) 1992 MA   | Hauptgürtel         |
| 0(8522) 1992 ML   | Hauptgürtel         |
| 0(5788) 1992 NJ   | äußerer Hauptgürtel |
| 0(6494) 1992 NM   | Hauptgürtel         |
| 0(8290) 1992 NP   | Hauptgürtel         |
| 0(9195) 1992 OF9  | äußerer Hauptgürtel |
| (11538) 1992 OJ8  | Hauptgürtel         |
| 0(7880) 1992 OM7  | Hauptgürtel         |
| (10800) 1992 OM8  | Hauptgürtel         |
| (10112) 1992 OP1  | Hauptgürtel         |
| 0(5755) 1992 OP7  | Hauptgürtel         |
| (13981) 1992 OT9  | Hauptgürtel         |
| (13556) 1992 OY7  | Hauptgürtel         |
| 0(8376) 1992 OZ9  | äußerer Hauptgürtel |
| 0(7024) 1992 PA4  | Hauptgürtel         |
| (12319) 1992 PC   | Hauptgürtel         |
| 0(9608) 1992 PD2  | Hauptgürtel         |
| (17510) 1992 PD6  | Hauptgürtel         |
| 0(6407) 1992 PF2  | Hauptgürtel         |
| (13089) 1992 PH2  | Hauptgürtel         |
| (19206) 1992 PH4  | Hauptgürtel         |
| (10548) 1992 PJ2  | Marsbahnkreuzer     |
| (12743) 1992 PL2  | Hauptgürtel         |
| (16584) 1992 PM   | Hauptgürtel         |
| (18391) 1992 PO1  | Hauptgürtel         |
| (11297) 1992 PP6  | Hauptgürtel         |
| (11539) 1992 PQ2  | Hauptgürtel         |
| (13558) 1992 PR6  | Hauptgürtel         |
| 0(7424) 1992 PS6  | Hauptgürtel         |
| 0(7423) 1992 PT2  | Hauptgürtel         |
| (13091) 1992 PT3  | Marsbahnkreuzer     |
| (18392) 1992 PT4  | Hauptgürtel         |
| (19205) 1992 PT   | Hauptgürtel         |
| 0(8689) 1992 PU3  | Hauptgürtel         |
| (13090) 1992 PV2  | Hauptgürtel         |
| (11540) 1992 PV3  | Hauptgürtel         |
| (10113) 1992 PX2  | Hauptgürtel         |
| 0(8180) 1992 PY2  | Hauptgürtel         |
| (18393) 1992 QB   | Hauptgürtel         |
| 0(7827) 1992 QE2  | Hauptgürtel         |
| 0(5853) 1992 QG   | Hauptgürtel         |
| 0(5358) 1992 QH   | Hauptgürtel         |
| (17511) 1992 QN   | Apollo-Typ          |
| (16585) 1992 QR   | innerer Hauptgürtel |
| (19207) 1992 QS1  | Hauptgürtel         |
| (12322) 1992 QW   | Hauptgürtel         |
| (14440) 1992 RF5  | Hauptgürtel         |
| (14900) 1992 RH5  | Hauptgürtel         |
| (13983) 1992 RJ5  | Hauptgürtel         |
| (13984) 1992 RM7  | Hauptgürtel         |
| (17512) 1992 RN   | Hauptgürtel         |
| (18394) 1992 RR5  | Hauptgürtel         |
| (15300) 1992 RV2  | Hauptgürtel         |
| (16586) 1992 RZ6  | Hauptgürtel         |
| 0(8528) 1992 SC24 | Hauptgürtel         |
| 0(7828) 1992 SD13 | Hauptgürtel         |
| (18397) 1992 SF14 | Hauptgürtel         |
| (12328) 1992 SK13 | Hauptgürtel         |
| (10115) 1992 SK   | Apollo-Typ          |
| 0(7249) 1992 SN   | Hauptgürtel         |
| (12744) 1992 SQ   | Hauptgürtel         |
| 0(7589) 1992 SR1  | Hauptgürtel         |
| (14442) 1992 SR25 | Hauptgürtel         |
| 0(9970) 1992 ST1  | Hauptgürtel         |
| 0(8292) 1992 SU14 | Hauptgürtel         |
| 0(7949) 1992 SU   | Hauptgürtel         |
| 0(5920) 1992 SX17 | Hauptgürtel         |
| (11541) 1992 SY14 | Hauptgürtel         |
| (16591) 1992 SY17 | Marsbahnkreuzer     |
| 0(8035) 1992 TB   | Apollo-Typ          |
| 0(7474) 1992 TC   | Amor-Typ            |
| (14444) 1992 TG1  | Hauptgürtel         |
| 0(5977) 1992 TH1  | Hauptgürtel         |
| (15302) 1992 TJ1  | Hauptgürtel         |
| (16592) 1992 TM1  | Hauptgürtel         |

| U bis Z          | U bis Z             |
| Nummer und Name  | Orbittyp            |
| ---------------- | ------------------- |
| (17514) 1992 UA1 | Hauptgürtel         |
| 0(8383) 1992 UA3 | Hauptgürtel         |
| 0(6495) 1992 UB1 | Hauptgürtel         |
| (16593) 1992 UB3 | Hauptgürtel         |
| (11919) 1992 UD2 | Hauptgürtel         |
| (11544) 1992 UD3 | Hauptgürtel         |
| 0(8183) 1992 UE3 | Hauptgürtel         |
| 0(8094) 1992 UG3 | Hauptgürtel         |
| 0(7297) 1992 UG  | Hauptgürtel         |
| (13564) 1992 UH1 | Hauptgürtel         |
| (13985) 1992 UH3 | Hauptgürtel         |
| (12331) 1992 UH6 | Hauptgürtel         |
| (12332) 1992 UJ6 | Hauptgürtel         |
| (12745) 1992 UL2 | Hauptgürtel         |
| (15764) 1992 UL8 | Hauptgürtel         |
| 0(5921) 1992 UL  | Hauptgürtel         |
| 0(8873) 1992 UM2 | Hauptgürtel         |
| (13566) 1992 UM9 | Hauptgürtel         |
| (17513) 1992 UM  | Hauptgürtel         |
| (11543) 1992 UN2 | Hauptgürtel         |
| 0(5854) 1992 UP  | Hauptgürtel         |
| 0(8293) 1992 UQ  | Hauptgürtel         |
| (11076) 1992 UR  | Hauptgürtel         |
| 0(7426) 1992 US4 | Hauptgürtel         |
| 0(5449) 1992 US5 | Hauptgürtel         |
| (17515) 1992 UT1 | Hauptgürtel         |
| (11922) 1992 UT3 | Hauptgürtel         |
| 0(7774) 1992 UU2 | Hauptgürtel         |
| (16595) 1992 UU6 | Hauptgürtel         |
| (19209) 1992 UW2 | Hauptgürtel         |
| (13563) 1992 UW  | Hauptgürtel         |
| (12330) 1992 UX2 | Hauptgürtel         |
| (11917) 1992 UX  | Hauptgürtel         |
| (11920) 1992 UY2 | Hauptgürtel         |
| (11918) 1992 UY  | Hauptgürtel         |
| 0(8093) 1992 UZ2 | Hauptgürtel         |
| (14445) 1992 UZ3 | Hauptgürtel         |
| 0(6409) 1992 VC  | Hauptgürtel         |
| 0(7427) 1992 VD  | Hauptgürtel         |
| (14448) 1992 VQ  | Hauptgürtel         |
| (13986) 1992 WA4 | äußerer Hauptgürtel |
| (11077) 1992 WB2 | Hauptgürtel         |
| (14452) 1992 WB9 | Hauptgürtel         |
| 0(7951) 1992 WC2 | Hauptgürtel         |
| 0(9061) 1992 WC3 | Hauptgürtel         |
| (12334) 1992 WD3 | Hauptgürtel         |
| (18401) 1992 WE4 | Hauptgürtel         |
| (11300) 1992 WG2 | Hauptgürtel         |
| 0(7591) 1992 WG3 | Hauptgürtel         |
| (11078) 1992 WH2 | Hauptgürtel         |
| 0(8692) 1992 WH  | Hauptgürtel         |
| (12333) 1992 WJ2 | Hauptgürtel         |
| (15306) 1992 WK2 | Hauptgürtel         |
| (13987) 1992 WK9 | Hauptgürtel         |
| (13568) 1992 WL3 | äußerer Hauptgürtel |
| (12336) 1992 WO3 | Hauptgürtel         |
| 0(8186) 1992 WP3 | Hauptgürtel         |
| 0(9366) 1992 WR1 | Hauptgürtel         |
| 0(8185) 1992 WR2 | Hauptgürtel         |
| (14451) 1992 WR5 | Hauptgürtel         |
| 0(8095) 1992 WS2 | Hauptgürtel         |
| (11924) 1992 WS3 | Hauptgürtel         |
| (15305) 1992 WT1 | Hauptgürtel         |
| (15765) 1992 WU1 | Hauptgürtel         |
| 0(8876) 1992 WU3 | Hauptgürtel         |
| (12337) 1992 WV3 | Hauptgürtel         |
| 0(5882) 1992 WW5 | Hauptgürtel         |
| (11923) 1992 WX  | Hauptgürtel         |
| (13095) 1992 WY1 | Hauptgürtel         |
| (14450) 1992 WZ1 | Hauptgürtel         |
| (17517) 1992 WZ3 | Hauptgürtel         |
| 0(7952) 1992 XB  | Hauptgürtel         |
| (12338) 1992 XE  | Hauptgürtel         |
| 0(5979) 1992 XF  | Hauptgürtel         |
| (15307) 1992 XK  | Hauptgürtel         |
| (11301) 1992 XM  | Hauptgürtel         |
| 0(8384) 1992 YB  | Hauptgürtel         |
| (19210) 1992 YE4 | Hauptgürtel         |
| (13988) 1992 YG2 | Hauptgürtel         |
| (16597) 1992 YU1 | Hauptgürtel         |
| (18402) 1992 YU2 | Hauptgürtel         |
| 0(8532) 1992 YW3 | Hauptgürtel         |
| (11549) 1992 YY  | Hauptgürtel         |

## 1993

### 1993 A bis K
| A bis FO          | A bis FO            |
| Nummer und Name   | Orbittyp            |
| ----------------- | ------------------- |
| 0(8385) 1993 AN   | Hauptgürtel         |
| (17522) 1993 BL7  | Hauptgürtel         |
| 0(7658) 1993 BM12 | Hauptgürtel         |
| 0(9613) 1993 BN3  | Hauptgürtel         |
| (11550) 1993 BN   | Hauptgürtel         |
| 0(9367) 1993 BO3  | Hauptgürtel         |
| (12748) 1993 BP3  | Hauptgürtel         |
| 0(6662) 1993 BP13 | Hauptgürtel         |
| (11551) 1993 BR3  | Hauptgürtel         |
| 0(6053) 1993 BW3  | Apollo-Typ          |
| (11303) 1993 CA1  | Hauptgürtel         |
| 0(6872) 1993 CN1  | Hauptgürtel         |
| 0(8694) 1993 CO   | Hauptgürtel         |
| 0(7659) 1993 CP1  | Hauptgürtel         |
| 0(7302) 1993 CQ   | Hauptgürtel         |
| (11555) 1993 CR1  | Hauptgürtel         |
| 0(9369) 1993 DB1  | Hauptgürtel         |
| (11931) 1993 DD2  | Hauptgürtel         |
| (14903) 1993 DF2  | Hauptgürtel         |
| (19211) 1993 DM   | Hauptgürtel         |
| (16600) 1993 DQ   | Hauptgürtel         |
| (11556) 1993 DV   | Hauptgürtel         |
| 0(5693) 1993 EA   | Apollo-Typ          |
| (13990) 1993 EK   | Hauptgürtel         |
| 0(5607) 1993 EN   | Hauptgürtel         |
| (11932) 1993 EP   | Hauptgürtel         |
| 0(7347) 1993 EW   | Hauptgürtel         |
| (11081) 1993 FA13 | Hauptgürtel         |
| (16608) 1993 FA23 | Hauptgürtel         |
| 0(7832) 1993 FA27 | Hauptgürtel         |
| (19216) 1993 FA37 | Hauptgürtel         |
| (11307) 1993 FA40 | Hauptgürtel         |
| (15775) 1993 FA49 | Hauptgürtel         |
| (16621) 1993 FA84 | Hauptgürtel         |
| (12344) 1993 FB1  | Hauptgürtel         |
| (13100) 1993 FB10 | Hauptgürtel         |
| (14455) 1993 FB18 | Hauptgürtel         |
| (16609) 1993 FB23 | äußerer Hauptgürtel |
| (13997) 1993 FB32 | Hauptgürtel         |
| (17534) 1993 FB40 | Hauptgürtel         |
| (16616) 1993 FB44 | Hauptgürtel         |
| (18411) 1993 FB82 | Hauptgürtel         |
| 0(6833) 1993 FC1  | Hauptgürtel         |
| (17527) 1993 FC14 | Hauptgürtel         |
| 0(9370) 1993 FC22 | Hauptgürtel         |
| (16617) 1993 FC48 | Hauptgürtel         |
| (18410) 1993 FC51 | Hauptgürtel         |
| (16613) 1993 FD28 | Hauptgürtel         |
| (17532) 1993 FD34 | Hauptgürtel         |
| (11565) 1993 FD51 | Hauptgürtel         |
| (13108) 1993 FD82 | Hauptgürtel         |
| (19217) 1993 FE43 | Hauptgürtel         |
| 0(8390) 1993 FE48 | Hauptgürtel         |
| (13107) 1993 FE59 | Hauptgürtel         |
| (16620) 1993 FE78 | äußerer Hauptgürtel |
| (11937) 1993 FF16 | Hauptgürtel         |
| (19213) 1993 FF21 | Hauptgürtel         |
| (16612) 1993 FF25 | Hauptgürtel         |
| (18409) 1993 FF36 | Hauptgürtel         |
| (17535) 1993 FF40 | Hauptgürtel         |
| (11567) 1993 FF82 | Hauptgürtel         |
| (16603) 1993 FG6  | Hauptgürtel         |
| 0(9874) 1993 FG23 | Hauptgürtel         |
| (17525) 1993 FH5  | Hauptgürtel         |
| (13570) 1993 FH7  | Hauptgürtel         |
| (16606) 1993 FH11 | Hauptgürtel         |
| (13996) 1993 FH20 | Hauptgürtel         |
| 0(9875) 1993 FH25 | Hauptgürtel         |
| (15312) 1993 FH27 | Hauptgürtel         |
| (11939) 1993 FH36 | Hauptgürtel         |
| 0(9624) 1993 FH38 | Hauptgürtel         |
| (13999) 1993 FH43 | Hauptgürtel         |
| (19218) 1993 FH49 | Hauptgürtel         |
| 0(7348) 1993 FJ22 | Hauptgürtel         |
| (17529) 1993 FJ23 | Hauptgürtel         |
| (14456) 1993 FK20 | äußerer Hauptgürtel |
| 0(9200) 1993 FK21 | Hauptgürtel         |
| (12346) 1993 FK25 | Hauptgürtel         |
| (15774) 1993 FK38 | Hauptgürtel         |
| (10818) 1993 FK81 | Hauptgürtel         |
| (65718) 1993 FL   | Hauptgürtel         |
| (11934) 1993 FL4  | Hauptgürtel         |
| 0(7882) 1993 FL6  | Hauptgürtel         |
| (19212) 1993 FL18 | Hauptgürtel         |
| (15770) 1993 FL29 | Hauptgürtel         |
| (15314) 1993 FL34 | äußerer Hauptgürtel |
| (13998) 1993 FL39 | Hauptgürtel         |
| (14461) 1993 FL54 | Marsbahnkreuzer     |
| (48501) 1993 FM   | Hauptgürtel         |
| (13098) 1993 FM6  | Hauptgürtel         |
| (14904) 1993 FM14 | Hauptgürtel         |
| (15313) 1993 FM28 | Hauptgürtel         |
| (17536) 1993 FM40 | Hauptgürtel         |
| 0(9065) 1993 FN1  | Hauptgürtel         |
| (15767) 1993 FN7  | Hauptgürtel         |
| (16607) 1993 FN12 | äußerer Hauptgürtel |
| 0(8878) 1993 FN16 | Hauptgürtel         |
| 0(8879) 1993 FN20 | Hauptgürtel         |
| (17537) 1993 FN40 | Hauptgürtel         |
| 0(9199) 1993 FO1  | Hauptgürtel         |
| 0(8388) 1993 FO6  | Hauptgürtel         |
| (13099) 1993 FO7  | Hauptgürtel         |
| (11557) 1993 FO8  | Hauptgürtel         |
| (13105) 1993 FO27 | Hauptgürtel         |
| (11563) 1993 FO36 | Hauptgürtel         |
| (15773) 1993 FO37 | Hauptgürtel         |
| 0(8699) 1993 FO48 | Hauptgürtel         |
| (11080) 1993 FO   | Hauptgürtel         |

| FP bis K          | FP bis K            |
| Nummer und Name   | Orbittyp            |
| ----------------- | ------------------- |
| 0(5980) 1993 FP2  | Hauptgürtel         |
| (15769) 1993 FP23 | Hauptgürtel         |
| (18408) 1993 FP30 | Hauptgürtel         |
| (16601) 1993 FQ1  | Hauptgürtel         |
| (16604) 1993 FQ10 | Hauptgürtel         |
| (18407) 1993 FQ24 | Hauptgürtel         |
| 0(6917) 1993 FR2  | Hauptgürtel         |
| 0(9616) 1993 FR3  | Hauptgürtel         |
| (15308) 1993 FR4  | Hauptgürtel         |
| (16605) 1993 FR10 | Hauptgürtel         |
| (13103) 1993 FR12 | Hauptgürtel         |
| (14457) 1993 FR23 | Hauptgürtel         |
| 0(9066) 1993 FR34 | Hauptgürtel         |
| (12752) 1993 FR35 | Hauptgürtel         |
| (17533) 1993 FR36 | Hauptgürtel         |
| (10817) 1993 FR44 | Hauptgürtel         |
| (17539) 1993 FR46 | Hauptgürtel         |
| (16619) 1993 FR58 | Hauptgürtel         |
| 0(7303) 1993 FS1  | Hauptgürtel         |
| (17524) 1993 FS4  | Hauptgürtel         |
| (13572) 1993 FS12 | Hauptgürtel         |
| (11559) 1993 FS23 | Hauptgürtel         |
| (19215) 1993 FS29 | Hauptgürtel         |
| (15771) 1993 FS34 | Hauptgürtel         |
| (16614) 1993 FS35 | Hauptgürtel         |
| (13571) 1993 FT7  | Hauptgürtel         |
| (12345) 1993 FT8  | Hauptgürtel         |
| (18406) 1993 FT14 | Hauptgürtel         |
| (15310) 1993 FT19 | Hauptgürtel         |
| (19214) 1993 FT22 | Hauptgürtel         |
| 0(8880) 1993 FT33 | Hauptgürtel         |
| 0(8389) 1993 FT37 | Hauptgürtel         |
| (13102) 1993 FU11 | Hauptgürtel         |
| 0(9771) 1993 FU17 | Hauptgürtel         |
| (11560) 1993 FU24 | Hauptgürtel         |
| (17531) 1993 FU25 | Hauptgürtel         |
| (11562) 1993 FU33 | Hauptgürtel         |
| 0(9201) 1993 FU39 | Hauptgürtel         |
| (11564) 1993 FU41 | Hauptgürtel         |
| (11566) 1993 FU51 | Hauptgürtel         |
| (17526) 1993 FV5  | Hauptgürtel         |
| (14453) 1993 FV7  | Hauptgürtel         |
| (16610) 1993 FV23 | Hauptgürtel         |
| (13104) 1993 FV24 | Hauptgürtel         |
| (14905) 1993 FV27 | Hauptgürtel         |
| 0(9371) 1993 FV31 | Hauptgürtel         |
| (13106) 1993 FV48 | Hauptgürtel         |
| (15768) 1993 FW11 | Hauptgürtel         |
| (15772) 1993 FW34 | äußerer Hauptgürtel |
| (12347) 1993 FW37 | Hauptgürtel         |
| (16615) 1993 FW40 | äußerer Hauptgürtel |
| (17523) 1993 FX2  | Hauptgürtel         |
| (17528) 1993 FX14 | Hauptgürtel         |
| (14454) 1993 FX17 | Hauptgürtel         |
| (14458) 1993 FX25 | Hauptgürtel         |
| (15315) 1993 FX35 | Hauptgürtel         |
| (12348) 1993 FX40 | Hauptgürtel         |
| (16618) 1993 FX52 | Hauptgürtel         |
| (13574) 1993 FX79 | Hauptgürtel         |
| (17540) 1993 FX81 | Hauptgürtel         |
| (16602) 1993 FY3  | Hauptgürtel         |
| (11558) 1993 FY8  | Hauptgürtel         |
| (18405) 1993 FY12 | Hauptgürtel         |
| (16611) 1993 FY23 | Hauptgürtel         |
| (14459) 1993 FY27 | Hauptgürtel         |
| 0(9876) 1993 FY37 | Hauptgürtel         |
| (15309) 1993 FZ7  | Hauptgürtel         |
| (13573) 1993 FZ18 | Hauptgürtel         |
| (15311) 1993 FZ22 | Hauptgürtel         |
| (17530) 1993 FZ23 | Hauptgürtel         |
| (11561) 1993 FZ24 | Hauptgürtel         |
| (11938) 1993 FZ26 | Hauptgürtel         |
| (10816) 1993 FZ35 | Hauptgürtel         |
| (14460) 1993 FZ40 | Hauptgürtel         |
| (17538) 1993 FZ44 | Hauptgürtel         |
| (14000) 1993 FZ55 | Hauptgürtel         |
| (14462) 1993 GA   | Hauptgürtel         |
| 0(7190) 1993 GB1  | Hauptgürtel         |
| (10133) 1993 GC1  | Hauptgürtel         |
| 0(7883) 1993 GD1  | Hauptgürtel         |
| (16622) 1993 GG1  | Hauptgürtel         |
| (11568) 1993 GL   | Hauptgürtel         |
| (13575) 1993 GN   | Hauptgürtel         |
| (12349) 1993 GO   | Hauptgürtel         |
| (11940) 1993 GR   | Hauptgürtel         |
| (14464) 1993 HC1  | Hauptgürtel         |
| 0(9625) 1993 HF   | Hauptgürtel         |
| 0(7884) 1993 HH7  | Hauptgürtel         |
| 0(7432) 1993 HL5  | Hauptgürtel         |
| (10134) 1993 HL6  | Hauptgürtel         |
| 0(8037) 1993 HO1  | Amor-Typ            |
| 0(6103) 1993 HV   | äußerer Hauptgürtel |
| (15317) 1993 HW1  | Hauptgürtel         |
| (12351) 1993 JD   | Hauptgürtel         |
| 0(8038) 1993 JG   | Hauptgürtel         |
| (16627) 1993 JK   | Hauptgürtel         |
| 0(7834) 1993 JL   | Hauptgürtel         |
| (16628) 1993 KF   | Hauptgürtel         |
| (15776) 1993 KO   | Hauptgürtel         |
| (14001) 1993 KR   | Hauptgürtel         |

### 1993 L bis Z
| L bis S           | L bis S                  |
| Nummer und Name   | Orbittyp                 |
| ----------------- | ------------------------ |
| 0(7477) 1993 LC   | Hauptgürtel              |
| (18413) 1993 LD1  | Hauptgürtel              |
| (11570) 1993 LE   | Hauptgürtel              |
| (12754) 1993 LF2  | Hauptgürtel              |
| (15777) 1993 LF   | Hauptgürtel              |
| 0(8701) 1993 LG2  | Hauptgürtel              |
| (16629) 1993 LK1  | Hauptgürtel              |
| (13110) 1993 LS1  | Hauptgürtel              |
| 0(9627) 1993 LU1  | Hauptgürtel              |
| (18412) 1993 LX   | Hauptgürtel              |
| (10135) 1993 LZ1  | Hauptgürtel              |
| 0(7191) 1993 MA1  | Hauptgürtel              |
| 0(9772) 1993 MB   | Hauptgürtel              |
| 0(5836) 1993 MF   | Amor-Typ                 |
| 0(9773) 1993 MG1  | Marsbahnkreuzer          |
| (13578) 1993 MK   | innerer Hauptgürtel      |
| (14465) 1993 NB   | Hauptgürtel              |
| (15778) 1993 NH   | Marsbahnkreuzer          |
| (14906) 1993 NJ1  | Hauptgürtel              |
| (15319) 1993 NU1  | Hauptgürtel              |
| (16630) 1993 NZ1  | Hauptgürtel              |
| (16634) 1993 OD8  | Hauptgürtel              |
| 0(9068) 1993 OD   | Marsbahnkreuzer          |
| (14907) 1993 OF3  | Hauptgürtel              |
| (16632) 1993 OH4  | Hauptgürtel              |
| (19219) 1993 OH5  | Hauptgürtel              |
| (15781) 1993 OJ7  | Hauptgürtel              |
| (17541) 1993 OL5  | Hauptgürtel              |
| (15782) 1993 ON8  | Hauptgürtel              |
| (15780) 1993 OO3  | Hauptgürtel              |
| 0(8392) 1993 OP   | Hauptgürtel              |
| (14908) 1993 OQ4  | Hauptgürtel              |
| (13580) 1993 OQ5  | Hauptgürtel              |
| (15320) 1993 OQ8  | Hauptgürtel              |
| (16633) 1993 OV5  | Hauptgürtel              |
| (17542) 1993 OW6  | Hauptgürtel              |
| (19220) 1993 OX11 | Hauptgürtel              |
| (16631) 1993 OY3  | Hauptgürtel              |
| (18414) 1993 OY6  | Hauptgürtel              |
| 0(9202) 1993 PB   | Apollo-Typ               |
| (19221) 1993 PD3  | Hauptgürtel              |
| (18415) 1993 PW5  | Hauptgürtel              |
| (15326) 1993 QA9  | Hauptgürtel              |
| 0(7025) 1993 QA   | Apollo-Typ               |
| (16639) 1993 QD4  | Hauptgürtel              |
| (12756) 1993 QE1  | Hauptgürtel              |
| (15323) 1993 QH4  | Hauptgürtel              |
| (19223) 1993 QH8  | Hauptgürtel              |
| (19222) 1993 QK1  | Hauptgürtel              |
| (16638) 1993 QN3  | Hauptgürtel              |
| (15325) 1993 QN7  | Hauptgürtel              |
| (15324) 1993 QO4  | Hauptgürtel              |
| (16635) 1993 QO   | Marsbahnkreuzer          |
| (16637) 1993 QP2  | Hauptgürtel              |
| (16636) 1993 QP   | Amor-Typ                 |
| (14910) 1993 QR4  | Hauptgürtel              |
| (10556) 1993 QS   | Hauptgürtel              |
| (16640) 1993 QU9  | Hauptgürtel              |
| (18416) 1993 QW   | Hauptgürtel              |
| (13581) 1993 QX4  | Hauptgürtel              |
| (18417) 1993 QY9  | Hauptgürtel              |
| (15322) 1993 QY   | Hauptgürtel              |
| (15784) 1993 QZ   | Hauptgürtel              |
| (15327) 1993 RA3  | Hauptgürtel              |
| (19227) 1993 RH16 | Hauptgürtel              |
| (15328) 1993 RJ9  | Hauptgürtel              |
| (16642) 1993 RK4  | Hauptgürtel              |
| (14912) 1993 RP3  | Hauptgürtel              |
| (14913) 1993 RP7  | Hauptgürtel              |
| (13113) 1993 RQ5  | Hauptgürtel              |
| (15786) 1993 RS   | innerer Hauptgürtel      |
| (14470) 1993 RV7  | Hauptgürtel              |
| (16643) 1993 RV15 | Hauptgürtel              |
| 0(9072) 1993 RX3  | äußerer Hauptgürtel      |
| (19225) 1993 RX5  | Hauptgürtel              |
| (15787) 1993 RY7  | Hauptgürtel              |
| (17545) 1993 RZ3  | Hauptgürtel              |
| (14006) 1993 SA4  | Hauptgürtel              |
| (11310) 1993 SB15 | Hauptgürtel              |
| (15788) 1993 SB   | Transneptunisches Objekt |
| (15789) 1993 SC   | Transneptunisches Objekt |
| (19229) 1993 SD5  | Hauptgürtel              |
| (14471) 1993 SG1  | Hauptgürtel              |
| (16648) 1993 SH7  | Hauptgürtel              |
| (14004) 1993 SK2  | Hauptgürtel              |
| (10826) 1993 SK16 | Hauptgürtel              |
| (10357) 1993 SL3  | Hauptgürtel              |
| (19228) 1993 SN1  | Hauptgürtel              |
| (17547) 1993 SN2  | Hauptgürtel              |
| (14005) 1993 SO3  | Hauptgürtel              |
| (16645) 1993 SP3  | Hauptgürtel              |
| (14472) 1993 SQ14 | innerer Hauptgürtel      |
| 0(6027) 1993 SS2  | Hauptgürtel              |
| 0(9877) 1993 ST3  | Hauptgürtel              |
| (10824) 1993 SW3  | Hauptgürtel              |
| (17548) 1993 SX6  | Hauptgürtel              |

| T bis Z           | T bis Z             |
| Nummer und Name   | Orbittyp            |
| ----------------- | ------------------- |
| (12361) 1993 TB   | Hauptgürtel         |
| (15793) 1993 TG19 | Hauptgürtel         |
| (15794) 1993 TG31 | Hauptgürtel         |
| 0(7836) 1993 TG   | Hauptgürtel         |
| (13584) 1993 TH19 | Hauptgürtel         |
| (19232) 1993 TJ15 | Hauptgürtel         |
| (19231) 1993 TL5  | Hauptgürtel         |
| (14473) 1993 TL17 | Hauptgürtel         |
| (14474) 1993 TL25 | Hauptgürtel         |
| (15791) 1993 TM1  | Hauptgürtel         |
| 0(8394) 1993 TM12 | Hauptgürtel         |
| (17550) 1993 TO18 | Hauptgürtel         |
| (15331) 1993 TO24 | Hauptgürtel         |
| (16653) 1993 TP19 | Hauptgürtel         |
| (16656) 1993 TP37 | Hauptgürtel         |
| (13587) 1993 TQ29 | Hauptgürtel         |
| (14009) 1993 TQ36 | Hauptgürtel         |
| 0(9976) 1993 TQ   | Hauptgürtel         |
| (18420) 1993 TR25 | Hauptgürtel         |
| (16651) 1993 TS11 | Hauptgürtel         |
| (15792) 1993 TS15 | Hauptgürtel         |
| (18419) 1993 TS20 | Hauptgürtel         |
| (16655) 1993 TS33 | Hauptgürtel         |
| (15333) 1993 TS36 | Hauptgürtel         |
| (16652) 1993 TT12 | Hauptgürtel         |
| (10359) 1993 TU36 | Hauptgürtel         |
| (13588) 1993 TU38 | Hauptgürtel         |
| (19230) 1993 TU   | Hauptgürtel         |
| (18421) 1993 TV34 | Hauptgürtel         |
| (17549) 1993 TW12 | Hauptgürtel         |
| (16654) 1993 TY29 | Hauptgürtel         |
| (15795) 1993 TY38 | Hauptgürtel         |
| (17551) 1993 TZ31 | Hauptgürtel         |
| (17552) 1993 TZ36 | Hauptgürtel         |
| (15796) 1993 TZ38 | Hauptgürtel         |
| (10562) 1993 UB1  | Hauptgürtel         |
| 0(8196) 1993 UB3  | Hauptgürtel         |
| (16657) 1993 UB   | Amor-Typ            |
| 0(8195) 1993 UC1  | Hauptgürtel         |
| (15336) 1993 UC3  | Hauptgürtel         |
| 0(7888) 1993 UC   | Apollo-Typ          |
| (16658) 1993 UD1  | Hauptgürtel         |
| (15797) 1993 UD3  | Hauptgürtel         |
| (19233) 1993 UD7  | Hauptgürtel         |
| (18422) 1993 UE6  | Hauptgürtel         |
| (15334) 1993 UE   | Hauptgürtel         |
| (18423) 1993 UF7  | Hauptgürtel         |
| (16659) 1993 UH1  | Hauptgürtel         |
| (14010) 1993 UL   | Hauptgürtel         |
| 0(6254) 1993 UM3  | Hauptgürtel         |
| (14915) 1993 UM8  | Hauptgürtel         |
| 0(6341) 1993 UN3  | Hauptgürtel         |
| (11088) 1993 UN   | Hauptgürtel         |
| (12763) 1993 UQ2  | Hauptgürtel         |
| (17553) 1993 UQ5  | Hauptgürtel         |
| 0(8396) 1993 UR2  | Hauptgürtel         |
| (16660) 1993 US7  | Hauptgürtel         |
| (14011) 1993 US   | Hauptgürtel         |
| (10829) 1993 UU   | Hauptgürtel         |
| (15335) 1993 UV   | Hauptgürtel         |
| (12764) 1993 VA2  | Hauptgürtel         |
| (12765) 1993 VA3  | Hauptgürtel         |
| 0(7350) 1993 VA   | Apollo-Typ          |
| 0(8542) 1993 VB2  | Hauptgürtel         |
| (13119) 1993 VD4  | Hauptgürtel         |
| 0(8198) 1993 VE2  | Hauptgürtel         |
| (16663) 1993 VG4  | Hauptgürtel         |
| 0(6342) 1993 VG   | Hauptgürtel         |
| (10833) 1993 VJ4  | Hauptgürtel         |
| 0(6343) 1993 VK   | Hauptgürtel         |
| 0(9776) 1993 VL3  | Hauptgürtel         |
| 0(6344) 1993 VM   | Hauptgürtel         |
| (10360) 1993 VN   | Hauptgürtel         |
| (16664) 1993 VO4  | Hauptgürtel         |
| 0(7135) 1993 VO   | Hauptgürtel         |
| 0(6415) 1993 VR3  | Hauptgürtel         |
| (16661) 1993 VS1  | Hauptgürtel         |
| (15337) 1993 VT2  | Hauptgürtel         |
| (14475) 1993 VT   | Hauptgürtel         |
| (16662) 1993 VU1  | Hauptgürtel         |
| (13120) 1993 VU7  | Hauptgürtel         |
| (14916) 1993 VV7  | Hauptgürtel         |
| 0(6611) 1993 VW   | Apollo-Typ          |
| 0(7255) 1993 VY1  | Hauptgürtel         |
| (17554) 1993 VY   | Hauptgürtel         |
| (15798) 1993 VZ4  | Hauptgürtel         |
| (17556) 1993 WB   | Hauptgürtel         |
| (16665) 1993 XK   | Hauptgürtel         |
| (16667) 1993 XM1  | Jupiter-Trojaner    |
| (13589) 1993 XM   | Hauptgürtel         |
| (16668) 1993 XN1  | Hauptgürtel         |
| (15799) 1993 XN   | Hauptgürtel         |
| (15800) 1993 XP   | Hauptgürtel         |
| (10564) 1993 XQ2  | Hauptgürtel         |
| 0(6502) 1993 XR1  | Hauptgürtel         |
| 0(6421) 1993 XS1  | Hauptgürtel         |
| 0(9635) 1993 XS   | Hauptgürtel         |
| 0(7029) 1993 XT2  | äußerer Hauptgürtel |
| (19236) 1993 XV   | Hauptgürtel         |
| (14476) 1993 XW2  | Hauptgürtel         |
| (14013) 1993 YF   | Hauptgürtel         |
| (18424) 1993 YG   | Hauptgürtel         |
| (18425) 1993 YL   | Hauptgürtel         |